# Dale Tempest
Dale Michael Tempest (en chinois 譚拔士, né le 30 décembre 1963 à Leeds) est un ancien footballeur anglais et hongkongais.

## Biographie
Jouant en Angleterre entre la deuxième et la quatrième division, il réalise une année en Belgique, terminant quatrième du championnat belge.
Il joue ensuite à Hong Kong, récoltant plusieurs titres de champion et devenant meilleur buteur du championnat à cinq reprises. 
Il devient international hongkongais après avoir eu le statut de résident permanent. Il participe ainsi aux éliminatoires de la coupe du monde 1998. Il inscrit un total de cinq buts avec l'équipe de Hong Kong entre 1992 et 1998.

## Palmarès
- Championnat de Hong Kong
  - Champion en 1990, 1991, 1993, 1994, 1995 et  1997

- Coupe de Hong Kong
  - Vainqueur en 1990, 1991, 1993 et 1994